# Icelinus tenuis
Icelinus tenuis är en fiskart som beskrevs av Gilbert, 1890. Icelinus tenuis ingår i släktet Icelinus och familjen simpor. Inga underarter finns listade i Catalogue of Life.